# Modernes Englisch
Modernes Englisch oder Neuenglisch (engl. Modern English, auch New English) ist eine Sprachstufe des Englischen, die je nach Definition um das Jahr 1700 beginnt und auf Frühneuenglisch (ca. 1500–1700) folgt oder um 1500 mit Frühneuenglisch beginnt. Weitere Sprachstufen des Englischen sind Altenglisch und Mittelenglisch.
Die Abgrenzung zwischen dem Frühneuenglischen und dem modernen Englisch ist weniger klar zu ziehen als zwischen den vorangegangenen Sprachstufen, weshalb auch die Jahre 1650, 1725 und 1750 als Beginn des modernen Englisch genannt werden. Autoren, die Frühneuenglisch nicht als eigenständige Sprachstufe ansehen, sondern es als den Anfang des modernen Englisch sehen, setzen den Beginn des modernen Englisch schon etwa um 1500 an.

## Einteilung der Periode und Abgrenzung zu anderen Sprachstufen
Die Abgrenzung des Neuenglischen zu anderen Sprachstufen wird in der Literatur uneinheitlich gehandhabt. In einigen Einführungen in die Sprachgeschichte werden Frühneuenglisch (1500–1700) und Neuenglisch (ab 1700) als eigenständige Sprachstufen vorgestellt. Andere Autoren wiederum subsumieren das Frühneuenglisch unter das Neuenglische. Neuenglisch wird dann unterteilt in Frühneuenglisch (Early Modern English) 1500–1700 und Late Modern English ab 1700.
Schließlich gibt es auch Autoren, die Neuenglisch noch feiner unterteilen:
- Frühneuenglisch (Early Modern English, 1500–1700)
- Spätneuenglisch (Late Modern English, 1700–1900)
- Heutiges Englisch (Present-Day English, ab 1900)

## Verbreitung
Noch im 16. und 17. Jahrhundert wurde Englisch fast ausschließlich in England und teilweise in Schottland, Irland und Wales gesprochen. Heute ist es eine internationale Sprache, die als Muttersprache von über 340 Millionen Menschen auf den Britischen Inseln, in Kanada, den Vereinigten Staaten von Amerika, Australien und Neuseeland gesprochen wird. Es dient als offizielle Sprache für Unterricht und Verwaltung in vielen anderen Ländern, wie Indien und Pakistan, sowie weiteren afrikanischen und asiatischen Staaten. Die nationalen Varianten des Englischen in diesen Ländern werden als eigenständige „Varietäten“ des Englischen betrachtet.

## Standardisierung
Der Beginn des modernen Englisch ist begleitet von dem Bemühen um eine Standardisierung der englischen Sprache: So gab es mehrere, allerdings vergebliche Versuche, eine englische Sprachakademie nach italienischem Vorbild zu etablieren.
Die große Zeit der Grammatiker und Lexikografen war das späte 17. und das 18. Jahrhundert. Samuel Johnsons "Dictionary of the English Language" erschien 1755 nach mehr als sieben Jahren der Vorbereitung und blieb lange Zeit vorbildhaft. Im 18. Jahrhundert erschienen außerdem mehrere präskriptive Grammatiken, die von dem Wunsch getrieben wurden, die englische Sprache zu regulieren, z. B. Practical English Grammar (1738) von William Loughton, The Rudiments of English Grammar (1761) von John Priestley und Short Introduction to English Grammar (1762) von Robert Lowth. Noah Websters A Grammatical Institute of the English Language (1784) erschien in Großbritannien und in den USA, wo es sich großer Popularität erfreute.
Ab 1850 begann die Arbeit am Oxford English Dictionary.

## Phonetik und Phonologie
Durch Phonemzusammenfall von einigen Vokalen werden Wörter mit ursprünglich unterschiedlicher Aussprache zu Homophonen. So werden see ([si:], dt. sehen) und sea (ursprünglich [se:], dt. See) zu Homophonen durch den Zusammenfall von [i:] und [e:] zu [i:]. Außerdem schwinden einige Konsonanten am Wortanfang: Während die Konsonanten [w] und [k] in den Worten wring und knight im Mittelenglischen und zu Beginn des Frühneuenglischen noch ausgesprochen wurden, sind sie im modernen Englisch stumm.
Ab dem 18. Jahrhundert wurde im britischen Englisch das Phonem /r/ außerdem vor Konsonanten und am Wortende nicht mehr ausgesprochen. Während britisches Englisch während der mittelenglischen und frühneuenglischen Periode noch ein rhotischer Akzent war, so war es ab dem 18. Jahrhundert nicht-rhotisch, so wie auch die Akzente des australischen und neuseeländischen Englisch. Im Gegensatz dazu blieben z. B. amerikanisches und irisches Englisch sowie Scots rhotisch.

## Wortschatz
Durch die weltweite Ausbreitung des Englischen finden immer mehr Wörter aus anderen Sprachen in den englischen Wortschatz Eingang. Das moderne Englisch entlehnte im Laufe seiner Entwicklung Wörter aus mehr als 50 Sprachen, darunter aus anderen europäischen Sprachen wie Italienisch (volcano, violin), Spanisch (alligator, sombrero), Portugiesisch (fetish, tank), Deutsch (kindergarten, zeitgeist), Schweizerdeutsch (putsch, muesli), Russisch (samovar, troika), aber auch aus dem Arabischen (magazine, coffee), Persischen (naphtha, chess), Hindi (guru, chutney), dem Japanischen (sake, soy, tycoon), Chinesischen (sampan, ginseng) sowie aus den indigenen Sprachen Amerikas (coyote, wigwam) und Australiens (kangaroo, boomerang).

## Grammatik

### Personal- und Possessivpronomina
In der neuenglischen Zeit setzt sich die Verwendung des Possessivpronomens its statt his für unbelebte Dinge durch. Die Pronomina thou/thee/thy werden zugunsten von you/you/your aufgegeben, und die Kurzform ye verschwindet.

### Verb-Adverb-Kombinationen (Phrasal Verbs)
Ein typisches Phänomen der neuenglischen Sprachstufe sind feste Verbindungen bestehend aus einem Verb, gefolgt von einem Adverb, mit einer eigenständigen Bedeutung, die als „phrasal verbs“ von Nicht-Muttersprachlern gelernt werden müssen.
Beispiele:
take up		aufnehmen, einnehmen
take in		lernen, verstehen, täuschen
take on		einstellen, übernehmen
take off		ausziehen, abheben

### Satzbau
Die strikte Wortstellung Subjekt-Verb-Objekt, die im Altenglischen nur in Hauptsätzen üblich war, wird im modernen Englisch zwingend. Die Verwendung des Hilfsverbs do wird in Fragen und Verneinungen obligatorisch.
Während die Verlaufsform (Progressive) im Altenglischen und Mittelenglischen ein seltenes Phänomen war, wird sie in neuenglischer Zeit weitverbreitet und in bestimmten Kontexten obligatorisch. Außerdem wird die Verlaufsform in allen Tempora zulässig: is laughing, was laughing, will be laughing. Die Verlaufsform wird sogar auf das Passiv ausgeweitet: the house is being built.

## Orthografie und Zeichensetzung
In neuenglischer Zeit entwickelt sich eine standardisierte Orthografie und Zeichensetzung. Allerdings entspricht die Orthografie nicht mehr der Aussprache, sondern spiegelt den Lautstand des Spätmittelenglischen wider.
Vor allem die frühneuenglische Vokalverschiebung (Great Vowel Shift) führte dazu, dass das Schriftbild in vielen Fällen nicht mehr der Aussprache entspricht. Man kann aus der Schreibweise in vielen Fällen nicht mehr die Aussprache erkennen und vom gesprochenen Wort nicht mehr auf die Schreibweise schließen. George Bernard Shaw wird der Vorschlag zugeschrieben, ghoti als denkbare Schreibweise für das Wort fish einzuführen: gh wie in cough (husten), o wie in women (Plural) und ti wie in nation. Belege für einen solchen Vorschlag Shaws gibt es jedoch nicht, denn ein solcher Vorschlag taucht bereits vor ihm auf. Aber tatsächlich wird z. B. der Laut [f] in der englischen Orthografie durch vier verschiedene Schreibweisen (f, ff, gh, ph) repräsentiert. Dennoch sind alle bisherigen Bemühungen um eine durchgreifende Orthografiereform gescheitert.